# 혈옥수
혈옥수(Blood-bubble Bushes, 血玉樹) 은 일본의 공포 만화가 이토 준지의 만화다.

## 수록 이야기
1. 혈옥수
2. 시선
3. 운명의 검
4. 유서
5. 다리
6. 악마의 이론
7. 3호실 환자들

## 출판 정보
- 한국
  - 《혈옥수》 (시공사, 1999년 9월 11일 출간) ISBN 9788952702616(8952702611)

## 같이 보기
- 이토 준지